# Terenura
A Terenura a madarak osztályának verébalakúak (Passeriformes) rendjébe és a  hangyászmadárfélék (Thamnophilidae) családjába tartozó nem.

## Rendszerezésük
A nemet Jean Cabanis és Ferdinand Heine írta le 1859-ben, szervezettől függően az alábbi 2 vagy 6 faj tartozik ide:
- Terenura maculata
- Terenura sicki
- Terenura callinota[2] vagy Euchrepomis callinota[1]
- Terenura humeralis[2] vagy Euchrepomis humeralis[1]
- Terenura sharpei[2] vagy Euchrepomis sharpei[1]
- Terenura spodioptila[2] vagy Euchrepomis spodioptila[1]

## Előfordulásuk
Dél-Amerika középső és keleti részén honosak. A természetes élőhelyük a szubtrópusi vagy trópusi síkvidéki esőerdők. Állandó, nem vonuló fajok.

## Megjelenésük
Testhosszuk 9–10,5 centiméter közötti.

## Életmódjuk
Rovarokkal és valószínűleg pókokkal táplálkoznak